# Ochsentränk
Ochsentränk ist ein Gemeindeteil der Gemeinde Pechbrunn im oberpfälzischen Landkreis Tirschenreuth.

## Geografie
Die im nördlichen Teil des Steinwaldes gelegene Einöde liegt etwa zwei Kilometer ostnordöstlich des historischen Ortskerns von Pechbrunn auf einer Höhe von 584 m ü. NHN.

## Geschichte
Ochsentränk ist eine vergleichsweise junge Ortschaft, die Einöde entstand in den 30er Jahren des 20. Jahrhunderts. Im Jahr 1987 hatte Ochsentränk neun Einwohner.